# 阿非利卡民族主義

南非地区政权

阿非利卡民族主义 ，即南非白人民族主義，指的是是维多利亚时代居住在南非的阿非利卡人创造的一种民族主义政治意识形态，这种意识形态来自于阿非利卡人历史上的重大事件（如牛车大迁徙、第一次和第二次布尔战争以及反对南非加入第一次世界大战。）

## 起源与发展
阿非利卡民族主义的早期提倡者之一，荷兰归正会的牧师斯蒂芬努斯·雅各布斯·杜托伊特（Stephanus Jacobus du Toit，1847–1911），在他的著作中提出“阿非利卡民族是一个有着祖国（南非）和自己语言（南非荷兰语）的独特民族，他们就是南非的主人。”

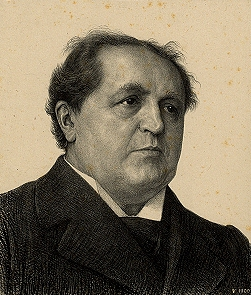
亚伯拉罕·库佩尔（Abraham Kuyper），荷兰新加尔文主义神学家

### 荷兰归正会
宗教是阿非利卡民族主义起源的一环，它在后来的南非种族隔离中发挥了重要的作用。
在整个18世纪，南非的荷兰归正教会一直在与现代主义和现代化作斗争。归正教会与亚伯拉罕·库佩尔（左图）（1837-1920）的保守观点几乎一致，要求强调上帝在各个领域里的权威，不受自由主义和革命意识形态的影响。
库佩尔拒绝接受启蒙运动对人类理性和个性的强调，并认为启蒙运动中产生的平等、博爱和自由的理想，都挑战了“上帝的权威”。阿非利卡神学家在库佩尔理论的基础上工作，定义了许多政治、经济和文化领域的律法。

### 阿非利卡民族主义的实践
在20年代到40年代，许多学者参与了阿非利卡民族主义理论的制定。后来（1975年至1978年）南非总统尼古拉斯·约翰内斯·迪德里克斯（Nicolaas Johannes Diederichs）在1936年出版的《世界民族主义与国际主义的关系》一书中，通过新加尔文主义神学阐述了南非白人的民族主义意识形态。
当时的南非学者们认为“上帝创造了国家，所有国家都拥有上帝赋予的独立存在的权利。因此，阿非利卡人可以拒绝‘英国设计’的南非。”杰弗里·克朗杰（Geoffrey Cronjé）进一步发展了这一论点，他认为哪怕阿非利卡人只是作为少数族裔存在于社会中，也绝不能允许其余的黑人在经济或政治上有所作为，因为这会导致政治权利落入黑人手中。他称这是“不公正和亵渎基督教的”，他认为种族隔离。是一种在黑人和白人之间矛盾的解决方案，
最后，南非的知识分子，以及当时的执政党，制定了一项激进的民族主义政策，拒绝英国在经济和政治上对于南非的霸权，同时停止了全国各地运送黑人移民工人。。

### 阿非利卡民族主义与种族主义
由于自1905年至1909年间南非的经济萧条，出现了一批以阿非利卡人为首的“贫穷白人”。所以直至1939年，种族隔离政策已经成为教会的教条：
“阿非利卡人以及其教会倡导的种族隔离政策是教会的神圣使命，能照顾城市中成千上万在当前经济萧条中‘打了败仗’的贫困白人……种族隔离的实施能进一步发展‘黑人健康城市’的同时，也能让那些黑人能够沿着自己的路线发展，建立自己的机构，以便日后在白人的监护下管理自己”
因此，作为一个基督教文明，阿非利卡人的国家拥有所谓的神圣权利，可以保持独立，统治周围的“异教徒”国家。

## 政治实践

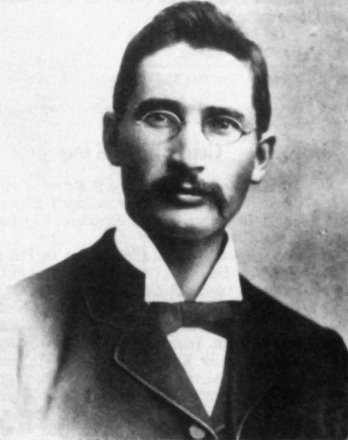
詹姆斯·巴里·蒙尼克·赫佐格，南非裔政治家，曾任南非总理

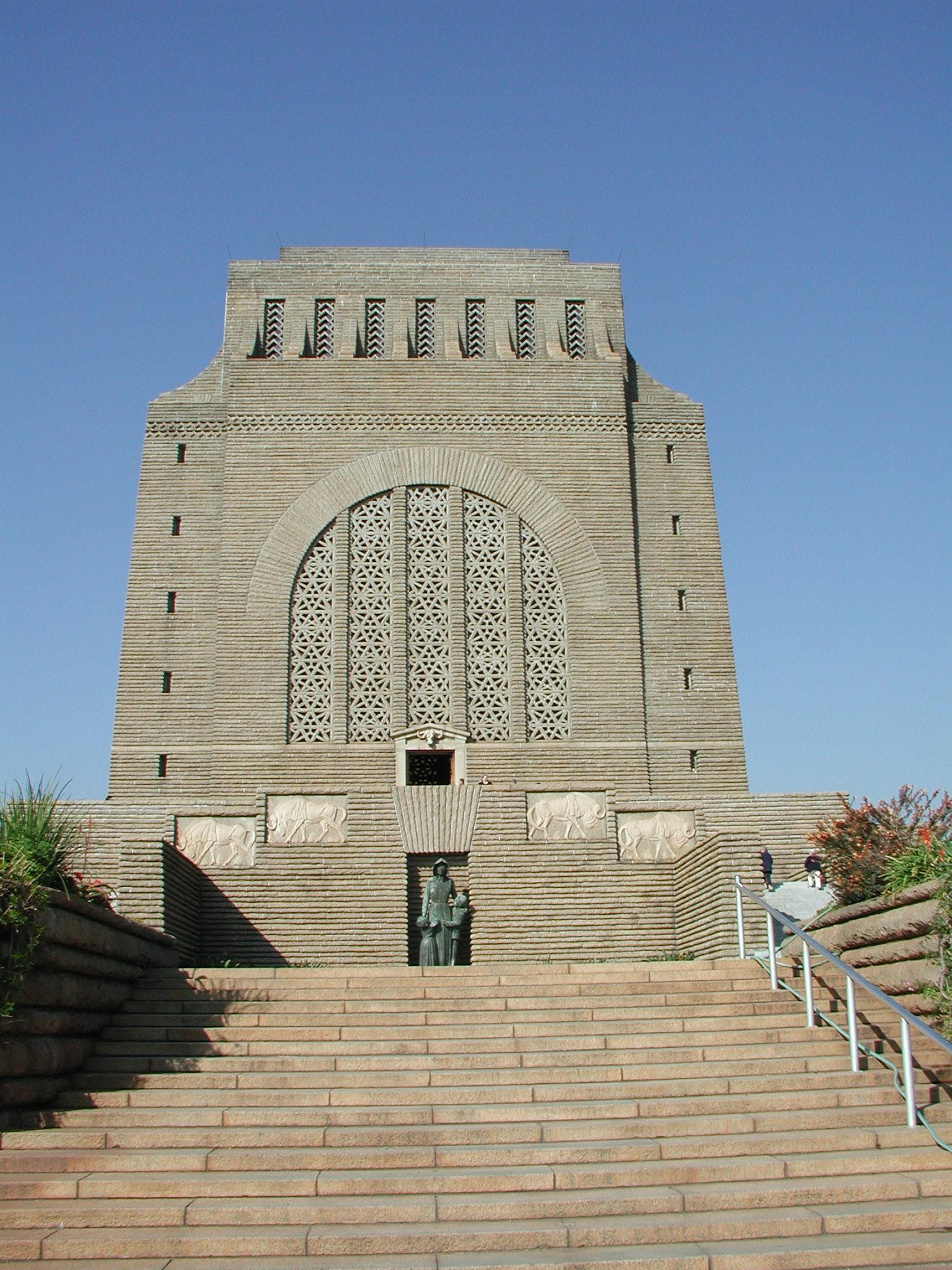
阿非利卡主义纪念碑

第一次世界大战开始时，南非聯邦作为協約國，按英国附属国身份加入了战争，但由于过年阿非利卡人对于当时发生的南非战争不好回忆，此举引起了阿非利卡人的怨恨。在镇压了反对政府的马利兹叛变之后，詹姆斯·巴里·蒙尼克·赫佐格，成立了国民党，作为一个非洲裔民族主义政党。赫佐格领导国民党在1915年和1920年的选举中以“南非优先”为口号，创建了一个独立于英国影响的南非。在随后1924年的选举中，他击败了扬·斯穆特（Jan Smuts）所领导的南非党，此前斯穆特在1922年使用武力结束了白人矿工的兰德起义，并在与南非工党的联合政府中执政了15年。在他执政期间，他稳步推进阿非利卡民族主义，同时加深了该国的种族隔离。

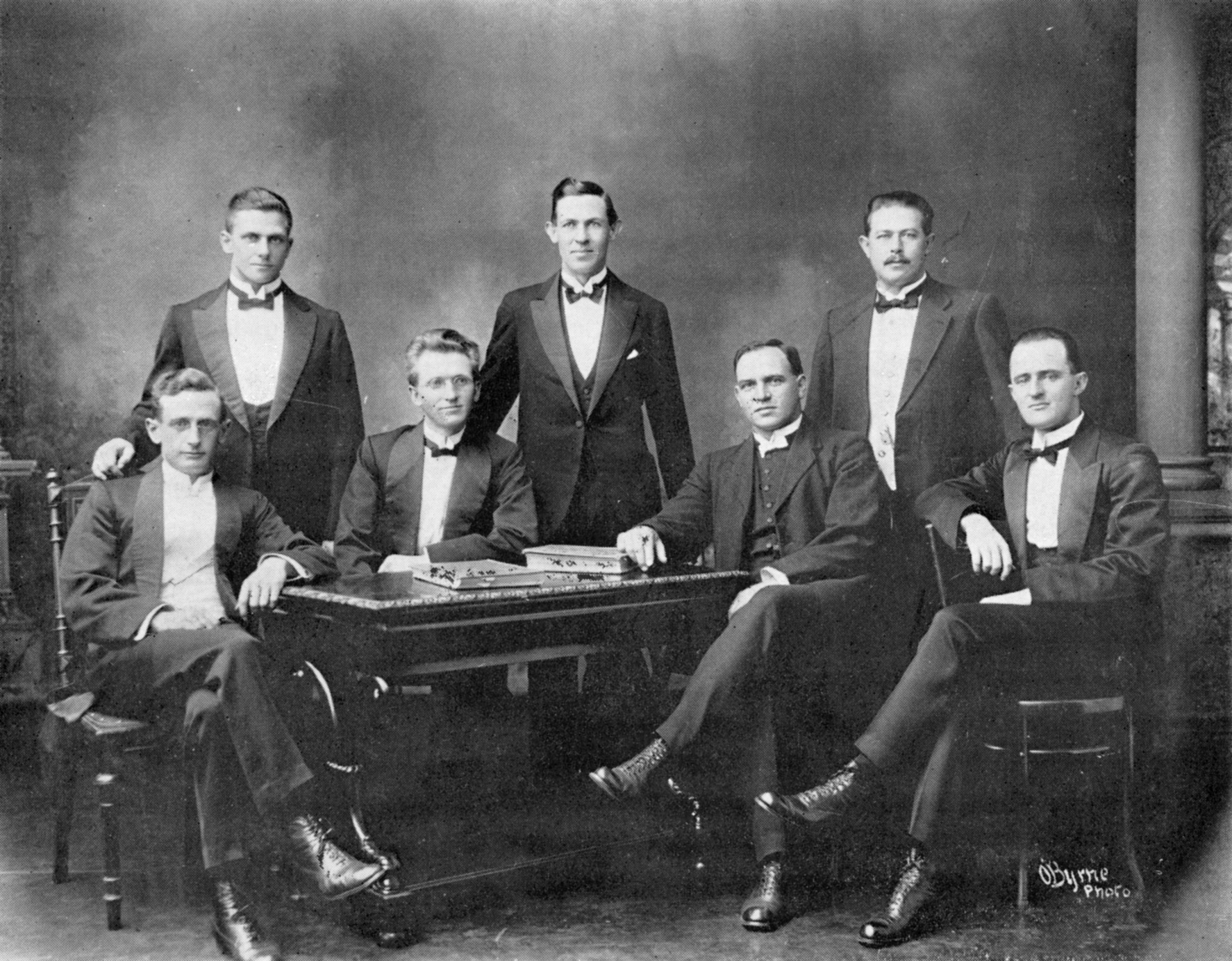
1918年阿非利卡人议会第一届执行委员会。

### 兄弟联盟
在20世纪30年代，兄弟联盟的成员塑造了阿非利卡民族主义资本意识形态，他们试图为讲南非荷兰语的白人创造一个共同的“基督教共和国”，并引入了国民资本主义的理念，试图从所谓的“英国”或“犹太”资本主义中没收财产，使其适应“南非白人文化”。国民资本主义部分改善了阿非利卡人的经济状况，但他们当时的总体经济状况仍然不如南非的欧洲移民。在实践中，南非尝试着向本地白人企业投资。尽管投资成功地把一些南非白人企业发展成了如今仍在经济中发挥核心作用的巨头，如非洲海底電纜运营商SEACOM，但大多数底层的阿非利卡人获得的经济利益微乎其微。

### 第二次世界大战前后
南非政府反对自己加入对纳粹德国的作战之中，这直接导致国民党在1948年的选举中掌权，并且实施种族隔离。国民党在1961年动员南非白人，决定让南非投票决定脱离英联邦，成为一个独立的共和国。国民党政府在实行种族隔离的同时，通过了一系列清教主义法律。色情、赌博和所有其他此类恶习都被禁止，因为它们都被认为违反了“南非白人的生活方式”。根据1957年第23号法令《不道德修正法》，通奸和通奸未遂也被定为犯罪。

### 新冲突
20世纪60年代，在如何对待阿非利卡民族在南非种族中的地位的问题上，阿非利卡选民出现了分歧：一派坚持通过严格的种族隔离来保持自身民族的地位，而另一派则认为需要放松对于其他种族的管制。
分歧很快在1970年的选举体现了出来，当时国民党的一个激进分裂团体——改组国民党获得了3.59%的选票，而国民党只获得了54.86%的选票。到了20世纪80年代，这一差距进一步扩大，部分原因是国际上对于种族隔离政策的谴责。
一个著名的阿非利卡民族主义组织是Weerstandsbeging（AWB），一个政治和前准军事组织。1988年，该组织得到了估计5%至7%的阿非利卡人的支持。该组织在20世纪80年代末和90年代初充斥着个人和武装分子的丑闻。
20世纪90年代，国民党承认其种族隔离项目的失败，并且废除了1948年建立的政治制度。废除了种族隔离制度后，阿非利卡民族主义失去了大部分支持。

## 现代

"Vryheidsvlag" (自由之旗), 为阿非利卡国民阵线使用

尽管阿非利卡民族主义基本上已经从公众中消失，但一些边缘右翼政党，仍然宣称他们的目标是“厚颜无耻地促进南非民族主义”。
南非的国民阵线党也出现在后种族隔离时代，宣扬阿非利卡民族主义。该党与《今日南非》有联系，该媒体报道了南非农场袭击事件和其他影响阿非利卡人的问题。

南非的基督教国民教育运动也延续了传统，它要求要改革教育内容为：阿非利加·加尔文主义传统、布尔文化和历史以及南非荷兰语教育。

## 引用
1. ↑  . （原始内容存档于1 November 2009）.
2. ↑  . （原始内容存档于1 November 2009）.
3. ↑  Clark, Desmond J.; J. D. Fage; Roland Anthony Oliver; A. D. Roberts. . Cambridge University Press. 1975: 564–565. ISBN 0-521-22505-1.
4. 1 2  . （原始内容存档于28 September 2007）.
5. 1 2  Prozesky, Martin; John De Gruchy. . C. Hurst & Co. Publishers. 1995: 89. ISBN 1-85065-244-9.
6. ↑  Louw, P. Eric. . Greenwood Publishing Group. 2004: 27–55. ISBN 0-275-98311-0.
7. ↑  Dubow, Saul. . The Journal of African History. 1992, 33 (2): 209–237. S2CID 145543548. doi:10.1017/S0021853700032217.
8. ↑  Scholz, Hans−Jürgen. . Historische Zeitschrift. 2014-01-15, 299 (2): 412–415. ISSN 2196-680X. doi:10.1515/hzhz-2014-0434.
9. ↑  . （原始内容存档于10 October 2008）.
10. ↑  O'Meara, Dan. . Paper presented to the Inaugural Conference of the Harold Wolpe Memorial Trust. 1–2 April 1997  [1 October 2008]. （原始内容存档于10 October 2008）.: "...responding to the 'pauperisation and domination' of Afrikaners by what the interpreters variously labelled as the 'British' or 'Jewish' 'capitalistic system', volkskapitalisme explicitly set out to "mobilise the volk to capture control of this foreign [capitalist] system and adapt it to our national character". This boiled down to a concerted programme to mobilise the savings of the volk to finance existing and new Afrikaner undertakings."
11. ↑  .   [3 October 2008]. （原始内容存档于3 July 2006）.
12. ↑  Bogaards, Attie H. .   [23 September 2008]. （原始内容存档于10 October 2008） （南非荷兰语）.
13. ↑  . Bybelgenootskap van Suid-Afrika. 25 August 2008. （原始内容存档于9 June 2008） （南非荷兰语）.
14. ↑  Human Sciences Research Council; Udesh Pillay. . HSRC Press. 2002: 49–50. ISBN 0-7969-1994-1.
15. ↑  Battersby, John D. . The New York Times. 22 February 1988  [2023-07-28]. （原始内容存档于2023-03-11）.
16. ↑  O'Meara, Dan. . Paper presented to the Inaugural Conference of the Harold Wolpe Memorial Trust. 1–2 April 1997  [1 October 2008]. （原始内容存档于10 October 2008）.: "...responding to the 'pauperisation and domination' of Afrikaners by what the interpreters variously labelled as the 'British' or 'Jewish' 'capitalistic system', volkskapitalisme explicitly set out to "mobilise the volk to capture control of this foreign [capitalist] system and adapt it to our national character". This boiled down to a concerted programme to mobilise the savings of the volk to finance existing and new Afrikaner undertakings."
17. ↑  Chidester, David; Phillip Dexter; Wilmot Godfrey James. . HSRC Press. 2004: 305–306. ISBN 0-7969-2030-3.
18. ↑  Basson J: Die Afrikaner – mondstuk van die nasionalistiese Afrikaner, Strydpers Bpk,.   [1 October 2008]. （原始内容存档于10 June 2007）.
19. ↑  .   [14 July 2007]. （原始内容存档于26 September 2006）.